# 海街日記 (電影)
《海街日記》，由是枝裕和執導的日本劇情片，改編自漫畫家吉田秋生的原作漫畫《海街日記》，主演為綾瀨遙，其他演出者有長澤雅美、夏帆、廣瀨鈴與大竹忍等人。此片入選第68屆坎城影展主競賽片。2015年6月13日在日本上映。获得第39届日本电影金像奖最佳影片、最佳导演、最佳摄影和最佳照明奖。

## 劇情
日本鎌倉地區香田家的三姊妹，29歲的護士幸（綾瀨遙 飾）、23歲的銀行上班族佳乃（長澤雅美 飾）和20歲體育用品店員工千佳（夏帆 飾），15年前，三姊妹的父親因另娶外遇對象都拋棄她們，她們的母親後來又改嫁，姊妹三人由外祖母撫養成人。外祖母過世後，三姊妹在外祖母留下來的屋子裡相依為命。某日，三姐妹得知親生父親死訊。三姐妹決定至出席父親的喪禮以盡女兒最後的義務。身為長姊的幸，事隔多年對拋棄她們的親生父親仍無法釋懷，而佳乃和千佳當時因年幼，對生父印象模糊。
三姊妹在父親的喪禮上，意外的與14歲同父異母的妹妹淺野鈴（廣瀨鈴 飾）相見。三人得知了鈴的生母，也是當年她們父親另娶的外遇對象已過世。父親之後又再娶，但繼母並未善待鈴，父親過世後，鈴更是無人可依靠。三姐妹不忍鈴陷入孤苦無依的日子，於是決定接鈴同住，四人像真正的家庭一樣開始一起生活。

## 主要角色
- 香田幸（護理師）：綾瀨遙
- 香田佳乃（銀行行員）：長澤雅美
- 香田千佳（體育用品店打工人員）：夏帆
- 淺野鈴（三姊妹的同父異母妹妹，學生）：廣瀨鈴
- 佐佐木都（三姊妹的親生母親，已改嫁至札幌）：大竹忍
- 椎名和也（已婚醫師，幸的同事）：堤真一
- 坂下美海（佳乃的上司）：加瀨亮
- 二之宮幸子（海貓食堂老闆娘）：風吹純
- 福田仙一（山貓亭老闆）：中川雅也
- 尾崎風太（湘南章魚足球隊選手，鈴的同班同學）：前田旺志郎
- 井上泰之（湘南章魚足球隊教練，幸的醫院同事）：鈴木亮平
- 濱田三藏（體育用品店老闆，千佳的男友）：池田貴史（日语：池田貴史）
- 藤井朋章（佳乃的男友）：坂口健太郎
- 菊池史代（住在大船的姨婆）：樹木希林
- 高野日出子（護理長）：木村綠子
- 淺野陽子（鈴的繼母）：中村優子
- 飯田敏男（陽子的叔父）：清水一彰
- 護理師（幸的醫院同事）：野村麻純
- 緒方將志（湘南章魚足球隊選手，鈴的同班同學）：關勇氣
- 金子美帆（湘南章魚足球隊選手，鈴的同班同學）：三上紗彌
- 得納好美（佳乃的前輩）：木村由紀
- 山根志乃（護理師）：安宅陽子
- 紺野（零件工廠社長）：小倉一郎
- 其他演員：平田薫、原扶貴子、野中隆光、齊藤加奈子、工藤時子、長尾卓磨、柾賢志

## 製作團隊
- 原作：《海街diary》吉田秋生
- 導演、編劇、剪輯：是枝裕和
- 配樂：菅野洋子
- 攝影：瀧本幹也
- 小說化：高瀬柚香（小學館文庫）
- 製作：「海街diary」製作委員會（富士電視台、小學館、東寶、GAGA CORPORATION）
- 發行：東寶、GAGA CORPORATION

## 評價
《海街日記》在媒體和影評人之間獲得好評，爛番茄根據123篇專業影評人的評論，總結出94%的「新鮮度」，平均得分7.8（滿分10分），網站共識評價寫道：「《海街日記》利用一個破碎家庭的故事，對人類的狀況進行普遍而深刻的觀察。」。該片在IMDb的平均分數為7.5（滿分10分）。

## 獎項
| 提名与得奖列表           | 提名与得奖列表 | 提名与得奖列表   | 提名与得奖列表 |
| 奖项/影展                | 类别           | 提名者           | 结果           |
| ------------------------ | -------------- | ---------------- | -------------- |
| 第68届戛纳电影节         | 金棕榈奖       | 是枝裕和         | 提名           |
| 第39届日本電影金像獎     | 最佳影片獎     | 是枝裕和         | 獲獎           |
| 第39届日本電影金像獎     | 最佳導演獎     | 是枝裕和         | 獲獎           |
| 第39届日本電影金像獎     | 最佳劇本獎     | 是枝裕和         | 提名           |
| 第39届日本電影金像獎     | 最佳女主角獎   | 綾瀨遙           | 提名           |
| 第39届日本電影金像獎     | 最佳女配角獎   | 長澤雅美、夏帆   | 提名           |
| 第39届日本電影金像獎     | 最佳攝影獎     | 瀧本幹也         | 獲獎           |
| 第39届日本電影金像獎     | 最佳照明獎     | 藤井稔恭         | 獲獎           |
| 第39届日本電影金像獎     | 最佳配乐獎     | 菅野洋子         | 提名           |
| 第39届日本電影金像獎     | 最佳錄音獎     | 弦巻裕           | 提名           |
| 第39届日本電影金像獎     | 最佳剪輯獎     | 是枝裕和         | 提名           |
| 第39届日本電影金像獎     | 新演員獎       | 廣瀨鈴           | 獲獎           |
| 第37届橫濱影展           | 最佳導演獎     | 是枝裕和         | 獲獎           |
| 第37届橫濱影展           | 最佳影片獎     | 是枝裕和         | 獲獎           |
| 第37届橫濱影展           | 最佳女主角獎   | 綾瀨遙           | 獲獎           |
| 第37届橫濱影展           | 最佳新演員獎   | 廣瀨鈴           | 獲獎           |
| 第37届橫濱影展           | 最佳攝影獎     | 瀧本幹也         | 獲獎           |
| 第63屆聖塞巴斯蒂安電影節 | 觀眾票選獎     | 是枝裕和         | 獲獎           |
| 第39屆山路文子電影獎     | 最佳女新演員獎 | 廣瀨鈴           | 獲獎           |
| 第40屆報知電影獎         | 最佳新演員獎   | 廣瀨鈴           | 獲獎           |
| 第89屆電影旬報獎         | 最佳新演員獎   | 廣瀨鈴           | 獲獎           |
| 第57屆每日藝術獎         | 特別獎         | 是枝裕和         | 獲獎           |
| 第25届東京體育電影大獎   | 最佳導演獎     | 是枝裕和         | 獲獎           |
| 第25届東京體育電影大獎   | 最佳女主角獎   | 綾瀨遙           | 獲獎           |
| 第25届東京體育電影大獎   | 最佳新演員獎   | 廣瀨鈴           | 獲獎           |
| 第25届東京體育電影大獎   | 最佳女配角獎   | 長澤雅美         | 獲獎           |
| 第70届每日電影獎         | 最佳女主角獎   | 綾瀨遙           | 獲獎           |
| 第70届每日電影獎         | 最佳女配角獎   | 長澤雅美         | 獲獎           |
| 第28届日刊體育電影大獎   | 最佳女主角獎   | 綾瀨遙           | 獲獎           |
| 第28届日刊體育電影大獎   | 最佳女配角獎   | 長澤雅美         | 獲獎           |
| 第28届日刊體育電影大獎   | 最佳新演員獎   | 廣瀨鈴           | 獲獎           |
| 第7届TAMA電影獎          | 最佳影片獎     | 是枝裕和         | 獲獎           |
| 第7届TAMA電影獎          | 最佳女主角獎   | 綾瀨遙、樹木希林 | 獲獎           |
| 第7届TAMA電影獎          | 最佳新演員獎   | 廣瀨鈴           | 獲獎           |
| 第10届亞洲電影大獎       | 最佳導演獎     | 是枝裕和         | 提名           |
| 第10届亞洲電影大獎       | 最佳女主角獎   | 綾瀨遙           | 提名           |

## 外部連結
- 《海街日記》官方網站 （页面存档备份，存于）
- 《海街日記》東寶電影公司 （页面存档备份，存于）
- GAGA CORPORATION
- 海街日記的X（前Twitter）
- 互联网电影数据库（IMDb）上《海街日記》的资料（英文）
- 豆瓣电影上《海街日記》的資料 （简体中文）

| 香港 ViuTV 週六好戲勢（20:30-23:15） | 香港 ViuTV 週六好戲勢（20:30-23:15） | 香港 ViuTV 週六好戲勢（20:30-23:15） |
| ------------------------------------ | ------------------------------------ | ------------------------------------ |
|                                      | 海街女孩日記 （2021年12月4日）       |                                      |
| 心動 （2021年11月27日）              | 夜半歌聲 （2021年12月11日）          |                                      |